# Хейверхилл (тауншип, Миннесота)
Хейверхилл (англ. Haverhill) — тауншип в округе Олмстед, Миннесота, США. На 2000 год его население составило 1601 человек.

## География
По данным Бюро переписи населения США площадь тауншипа составляет 86,1 км², из которых 86,1 км² занимает суша, водоёмов нет.

## Демография
По данным переписи населения 2000 года здесь находились 1 601 человек, 531 домохозяйств и 452 семьи.  Плотность населения — 18,6 чел./км².  На территории тауншипа расположено 543 постройки со средней плотностью 6,3 построек на один квадратный километр. Расовый состав населения: 95,63 % белых, 1,12 % афроамериканцев, 0,19 % коренных американцев, 1,81 % азиатов, 0,19 % — других рас США и 1,06 % приходится на две или более других рас. Испанцы или латиноамериканцы любой расы составляли 0,50 % от популяции тауншипа.
Из 531 домохозяйств в 41,6 % воспитывались дети до 18 лет, в 79,8 % проживали супружеские пары, в 3,8 % проживали незамужние женщины и в 14,7 % домохозяйств проживали несемейные люди. 12,2 % домохозяйств состояли из одного человека, при том 3,6 % из — одиноких пожилых людей старше 65 лет. Средний размер домохозяйства — 2,94, а семьи — 3,21 человека.
29,5 % населения — младше 18 лет, 6,6 % — в возрасте от 18 до 24 лет, 25,3 % — от 25 до 44, 29,1 % — от 45 до 64, и 9,5 % — старше 65 лет. Средний возраст — 40 лет. На каждые 100 женщин приходилось 106,3 мужчин.  На каждые 100 женщин старше 18 приходилось 108,9 мужчин.
Средний годовой доход домохозяйства составлял 75 343 доллара, а средний годовой доход семьи —  87 004 доллара. Средний доход мужчин —  50 500  долларов, в то время как у женщин — 31 833. Доход на душу населения составил 34 804 доллара. За чертой бедности находились 1,0 % семей и 2,8 % всего населения тауншипа, из которых 0,9 % младше 18 и 4,7 % старше 65 лет.